# Pogocam
La Pogocam est un système qui permet de stabiliser une caméra. Ce système est originaire du steadicam. Il s'agit du bras du steadicam sans son harnais.